# Mike Duff
Michael James Duff, dit Mike Duff, est un footballeur nord-irlandais né le 11 janvier 1978 à Belfast devenu entraîneur. 
Il jouait avant à Cheltenham Town Football Club. Depuis 2002, il est international nord-irlandais (22 sélections). Il s'est grièvement blessé au début de la saison 2007-2008.

## Palmarès
- EFL Championship (2e division) en 2016 avec Burnley